# Treći rod
Treći rod je koncept po kojem neki pojedinci kategoriziraju sami sebe kao ni muškarci ni žene ili ih društvo tako kategorizira. To je također socijalna kategorija prisutna u društvima koja prepoznaju tri ili više spolova. Pod pojmom treće obično se razumijeva ostali; neki antropolozi i sociolozi opisali su četvrti, peti, i "neki" spol.
Osobno ili društveno identificiranje osobe kao muškarac, žena ili drugo, obično je definirano i rodnim identitetom pojedinca i rodnom ulogom u određenoj kulturi u kojoj živi. Nemaju sve kulture strogo definirane rodne uloge.
U različitim kulturama treći ili četvrti spol mogu predstavljati vrlo različite stvari. Havajcima i Tahićanima, māhū je srednje stanje između muškarca i žene, ili „osoba neodređenog spola”. Neki tradicionalni Diné Indijanci jugozapadnog SAD-a priznaju spektar četiri roda: ženstvene žene, muževne žene, ženstvene muškarce i muževne muškarce. Pojam „treći spol” je također bio korišten za opisivanje hidžri iz Indije koji su stekli pravni identitet, fa'afafine u Polineziji i albanske zaklete djevice virdžine.
Iako se nalaze u brojnim nezapadnjačkim kulturama, koncepti treće, četvrte i neke rodne uloge i dalje su novitet u mainstream zapadnoj kulturi i konceptualnoj misli. Koncept se najbolje prihvaća u modernim LGBT ili queer supkulturama. Zapadnjački znanstvenici, osobito antropolozi, koji su pokušali pisati o južnoazijskim hidžrama ili indijanskim rodnim varijantama i ljudima dvojakog duha - često nastojali razumjeti pojam treći rod isključivo na jeziku suvremenog LGBT-a zajednice. No, drugi znanstvenici ističu da je nedostatak kulturnih razumijevanja i konteksta zapadnjačkih znanstvenika glavne struje doveo do raširenog pogrešnog predstavljanja ljudi trećeg spola, kao i do pogrešnog predstavljanja nezapadnjačkih stranih kultura uključujući i to da li se koncept LGBT-a zapravo uopće može primijeniti na te kulture.